# Benoordenhout
Benoordenhout è un quartiere dello stadsdeel di Haagse Hout, nella città de L'Aia. Oltre che da Benoordenhout, Haagse Hout è costituito dai quartieri di Haagse Bos, Bezuidenhout e Mariahoeve en Marlot.
Il nome deriva dal nome del quartiere adiacente, Haagse Bos che in olandese significa foresta de L'Aia. Benoorden significa invece situato a nord di ed hout è un termine arcaico che sta per bosco. In olandese moderno, il termine hout significa legno.
Il quartiere di Benoordenhout è situato a nord-est dal centro della città ed è delimitato da Koningskade, Raamweg, l'Hubertuspark, le caserme e le dune a nord di Waalsdorperweg, il limite cittadino al confine con Wassenaar, il quartiere di Haagse Bos e quello di Malieveld.
Benoordenhout è a sua volta diviso in sette aree: il Nassaubuurt, Uilennest, Duinzigt, Waalsdorp, Arendsdorp, Clingendael e l'area intorno a Van Hoytemastraat.

Galleria fotografica
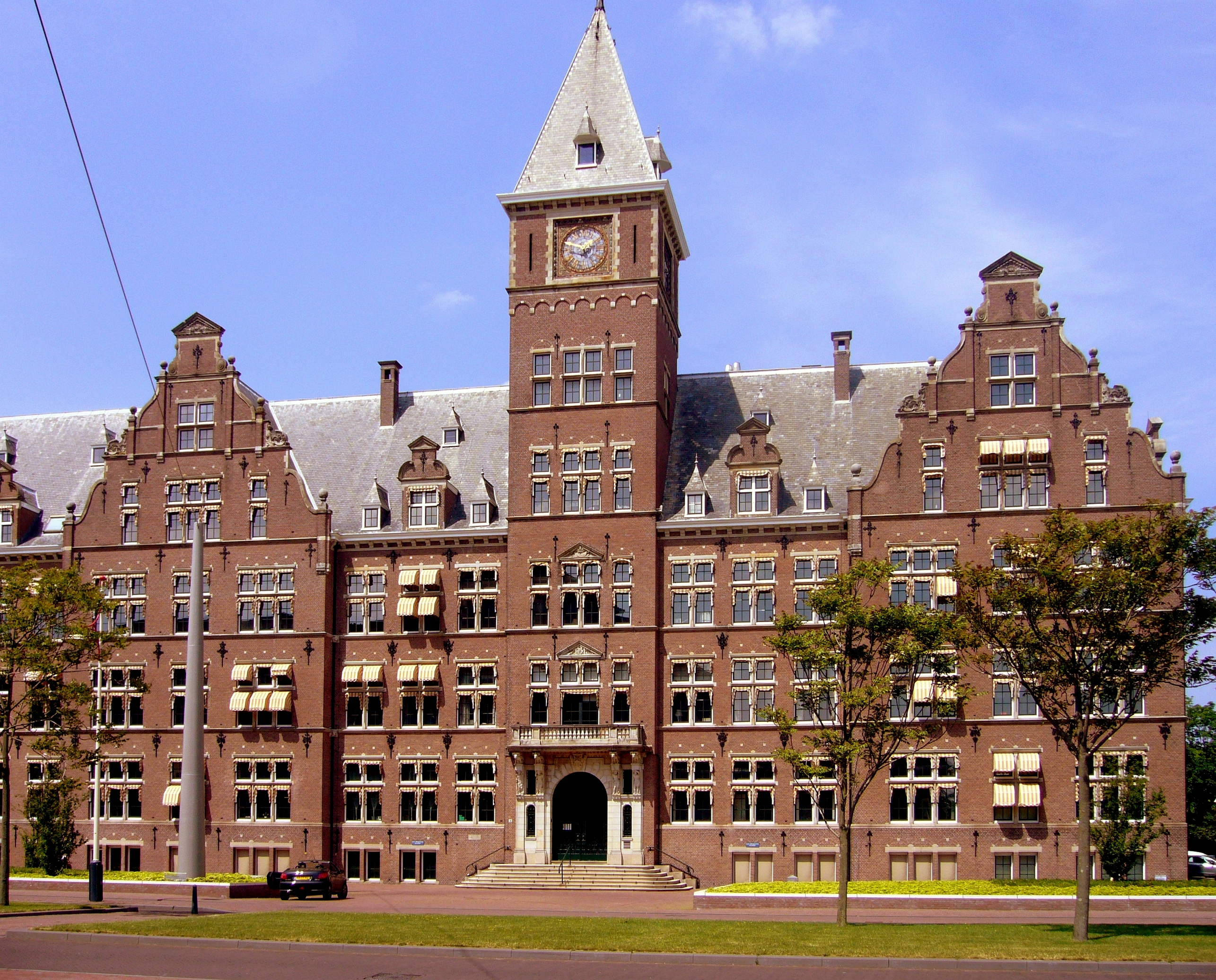
Sede storica della Shell.
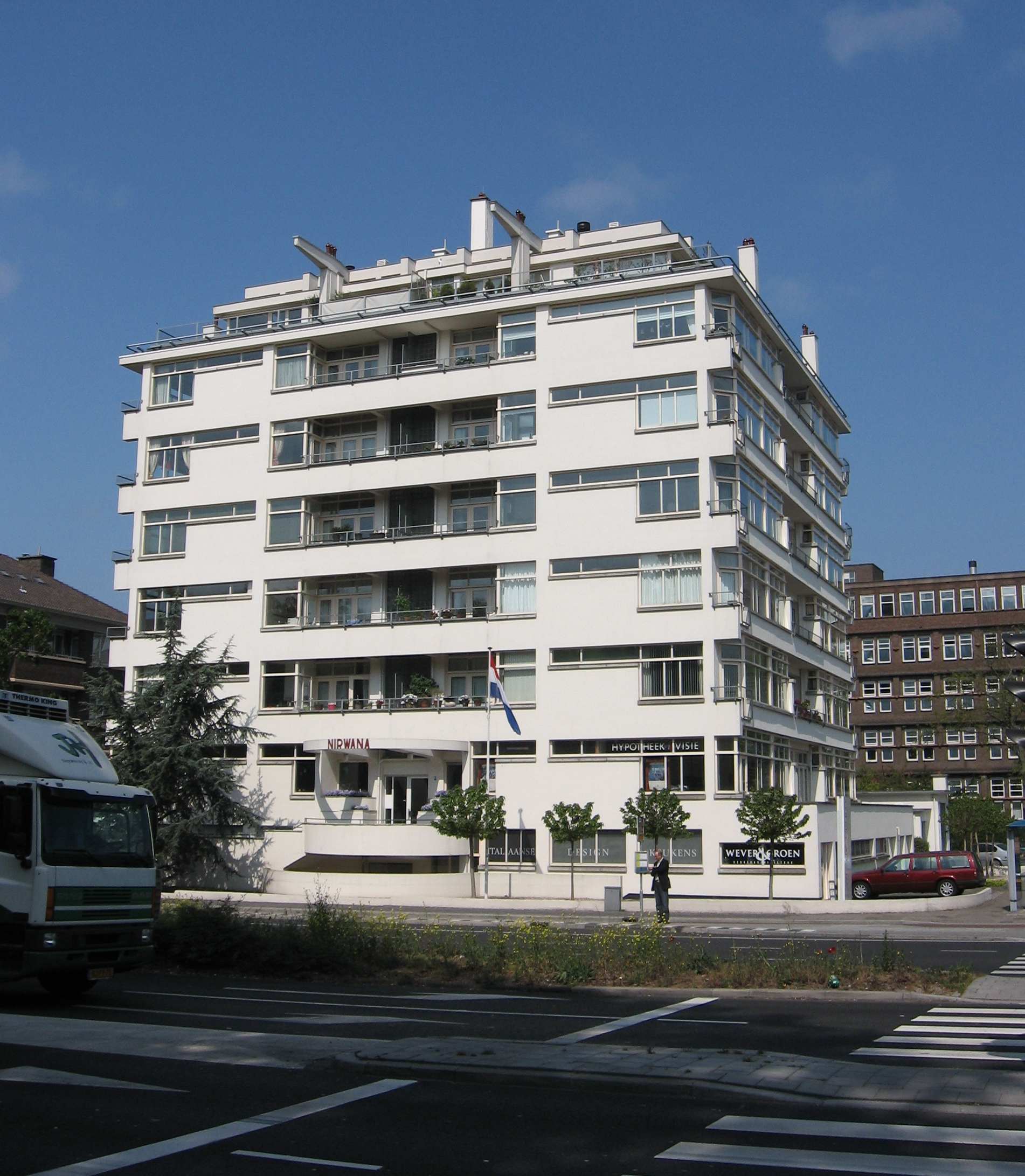
Il Nirwana Flat, edificio costruito nel 1929 e progettato dall'architetto Jan Duiker.
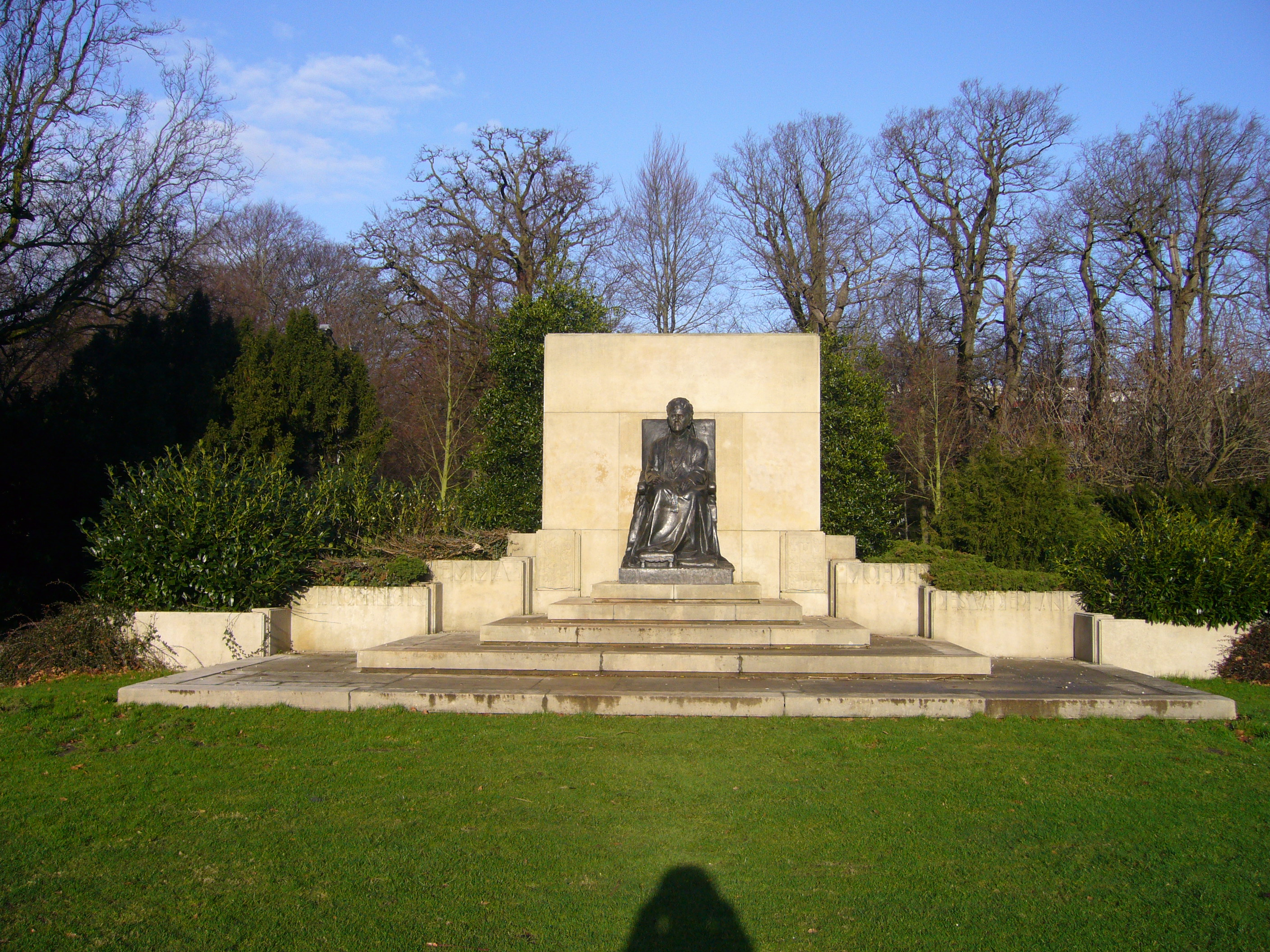
Il monumento della Regina Emma nel parco delle rose.